# Кодор (шхуна)
«Кодо́р» — гафельная, затем бермудская шхуна. Построена в 1947 или в 1951 году (по разным источникам) в Финляндии для Советского Союза, долгое время служила учебным парусным судном, снималась в художественных фильмах «Остров сокровищ» (1982), «В поисках капитана Гранта» (1985), «Капитан „Пилигрима“» (1986). Погибла в 1999 году в результате пожара.

## История
Построена в 1951 году в Турку (Финляндия) по заказу министерства морского флота СССР в счет погашения репарационного долга. Изначально имела парусную оснастку гафельной шхуны, недолго служила для сбора рыбы с небольших балтийских рыболовецких судов и снабжения рыбаков в море. Впоследствии была переделана под учебное судно с заменой парусной оснастки на бермудскую. До 1983 года парусник принадлежал Ленинградскому мореходному училищу, ходил по 11 морям и Атлантике, на его борту прошло практику около 3 тысяч курсантов, после чего был передан в дар бакинскому яхт-клубу. В этот период снялся в художественных фильмах: «В поисках капитана Гранта» (паровая яхта «Дункан»), «Капитан „Пилигрима“» («Пилигрим»),
«Остров сокровищ» (трёхмачтовая шхуна «Испаньола») ., затем был превращен в плавучий ресторан, стоял на приколе в районе бывших гребных бонов в Баку. Сгорел в августе 1999 года в результате случайного пожара или поджога.

## Технические данные
| Тип:               | Академик Шокальский                                 |
| Строительный №:    | 38                                                  |
| Место постройки:   | Laivateollisuus Ab Турку                            |
| Заложено:          | 12.05.1950                                          |
| Спущено на воду:   | 09.06.1951                                          |
| Построено:         | 31.08.1951                                          |
| Приписка:          | Ленинград, Баку                                     |
| Владелец:          | Ленинградское мореходное училище (ЛМУ), Азербайджан |
| Регистровый №:     | М-16732                                             |
| Регистр:           | РСССР                                               |
| Текущее состояние: | сгорела в 08.1999                                   |

- Водоизмещение — 500 т
- Парусность — 834 м²
- Вспомогательный двигатель — «Болиндер» — 300 л.c.
- Скорость под парусами до 10 узлов.
- Длина корпуса — 39,4, ширина — 9-9,5 м, осадка — 3,5 м.
- Экипаж 15 человек (могла брать на борт 50 курсантов).